# 충청북도의 문화유산자료
충청북도 문화재자료는 문화재자료 중에서 충청북도 내에 있는 문화재자료를 의미한다.

## 지정목록
| 번호 | 사진 | 명칭                                                                | 소재지                                             | 관리자 (단체)                  | 지정일                                                                       | 참조 |
| 1호  |      | 진천 신헌 고가 (鎭川 申櫶 古家)                                     | 충북 진천군 이월면 노원리 826                      | 방관석                         | 1985년 12월 28일 지정                                                        |      |
| 2호  |      | 중원잠병리고가 (中原岑屛里古家)                                     | 충북 충주시 금가면 잠병리 938                      | 송남영                         | 1985년 12월 28일 지정, 1998년 6월 20일 해제, 1987년 7월 8일 화재로 소실      |      |
| 3호  |      | 음성 팔성리 고가 (陰城 八聖里 古家)                                 | 충북 음성군 생극면 팔성리 129-1                    | 김영수                         | 1985년 12월 28일 지정                                                        |      |
| 4호  |      | 보은 선병묵 고가 (報恩 宣炳默 古家)                                 | 충북 보은군 장안면 개안리 96                       | 선병묵                         | 2001년 3월 30일 지정                                                         |      |
| 5호  |      | 보은 선병우 고가 (報恩 宣炳禹 古家)                                 | 충북 보은군 장안면 개안리 142-1                    | 선병우                         | 1986년 4월 28일 지정                                                         |      |
| 6호  |      | 영동 이의정 유적 (永同 李義精 遺蹟)                                 | 충북 영동군 양산면 봉곡리 산380-1                  | 이영식                         | 1986년 4월 28일 지정                                                         |      |
| 7호  |      | 음성 태교사 (陰城 泰喬祠)                                           | 충북 음성군 원남면 조촌리 1284-1                   | 주은식                         | 1987년 3월 31일 지정                                                         |      |
| 8호  |      | 청주 모충사 (淸州 慕忠祠)                                           | 충북 청주시 상당구 문의면 마동2길 107-9            | 봉만균                         | 1989년 9월 30일 지정, 2014년 6월 27일 명칭변경                               |      |
| 9호  |      | 괴산 청덕사 (槐山 淸德祠)                                           | 충북 괴산군 불정면 목도리 385                      | 이의만                         | 1990년 12월 24일 지정                                                        |      |
| 10호 |      | 진천 금성대군 사당 (鎭川 錦城大君 祠堂)                             | 충북 진천군 초평면 용기리 416                      | 이재영                         | 1990년 12월 14일 지정                                                        |      |
| 11호 |      | 음성 운곡서원 (陰城 雲谷書院)                                       | 충북 음성군 삼성면 용성리 산 70-1                  | 유림회                         | 1990년 12월 14일 지정                                                        |      |
| 12호 |      | 괴산 위정사 (槐山 威靖祠)                                           | 충북 괴산군 장연면 광진리 291                      | 김재천                         | 1994년 1월 7일 지정                                                          |      |
| 13호 |      | 괴산 연풍향청 (槐山 延豊鄕廳)                                       | 충북 괴산군 연풍면 삼풍리 165-1                    | 천주교 연풍공소                | 1994년 6월 24일 지정                                                         |      |
| 14호 |      | 청주 삼월비 (淸州 三月碑)                                           | 충북 청주시 청원구 오창읍 양지리 산 16             | 청풍김씨종중                   | 1995년 6월 30일 지정, 2014년 6월 27일 명칭변경                               |      |
| 15호 |      | 옥천 이기윤 망북비 (沃川 李箕允 望北碑)                             | 충북 옥천군 동이면 평산리 735                      | 성주이씨문중                   | 1996년 1월 5일 지정                                                          |      |
| 16호 |      | 괴산 석보군 묘각 (槐山 石保君 廟閣)                                 | 충북 괴산군 청안면 조천리 6                        | 전주이씨석보군파               | 1996년 1월 5일 지정                                                          |      |
| 17호 |      | 청주 주성강당 (淸州 酒城講堂)                                       | 충북 청주시 청원구 충청대로 272번길 230-14(주성동) | 한산이씨묵방삼파종중           | 1997년 1월 3일 지정                                                          |      |
| 18호 |      | 괴산 백운사 승탑군 (槐山 白雲寺 僧塔群)                             | 충북 괴산군 사리면 소매리 산20                     | 백운사                         | 1997년 6월 27일 지정                                                         |      |
| 19호 |      | 충주 영모사 (忠州 永慕祠)                                           | 충북 충주시 동양면 대전리 448                      | 충주최씨종중                   | 1998년 1월 9일 지정                                                          |      |
| 20호 |      | 진천 산수리 마애여래좌상 (鎭川 山水里 磨崖如來坐像)                 | 충북 진천군 덕산면 산수리 산98                     | 성림사                         | 1998년 1월 9일 지정                                                          |      |
| 21호 |      | 괴산 봉서재 (槐山 鳳棲齋)                                           | 충북 괴산군 칠성면 외사리 76                       | 의성김씨종중                   | 1998년 1월 9일 지정                                                          |      |
| 22호 |      | 괴산 보안사 석조약사여래좌상 (槐山 寶安寺 石造藥師如來坐像)         | 충북 괴산군 청안면 효근리 385                      | 보안사                         | 1998년 1월 9일 지정                                                          |      |
| 23호 |      | 옥천 독락정 (沃川 獨樂亭)                                           | 충북 옥천군 안남면 연주길 170(연주리 617)          | 주재명                         | 1998년 6월 26일 지정                                                         |      |
| 24호 |      | 옥천 덕양서당 (沃川 德陽書堂)                                       | 충북 옥천군 안남면 도덕1길 91(도덕리 467)          | 정진복                         | 1998년 6월 26일 지정                                                         |      |
| 25호 |      | 영동 송담재 (永同 松潭齋)                                           | 충북 영동군 용산면 율리 594                        | 정구옥                         | 1998년 11월 20일 지정                                                        |      |
| 26호 |      | 청주 것대산 봉수 (淸州 巨叱大山 烽燧)                               | 충북 청주시 상당구 용정동 산107-2                  | 청주시                         | 1998년 11월 20일 지정                                                        |      |
| 27호 |      | 괴산 지장리 석조여래좌상 (槐山 芝莊里 石造如來坐像)                 | 충북 괴산군 불정면 지장리 산41-2                   | 괴산군                         | 1998년 11월 20일 지정                                                        |      |
| 28호 |      | 영동 한천정사 (永同 寒泉精舍)                                       | 충북 영동군 황간면 원촌리 50                       | 황간유림회                     | 1999년 9월 15일 지정                                                         |      |
| 29호 |      | 영동 세천재 (永同 歲薦齋)                                           | 충북 영동군 매곡면 유전리 536                      | 박문기                         | 1999년 9월 15일 지정                                                         |      |
| 30호 |      | 괴산 채운암 대웅전 (槐山 彩雲庵 大雄殿)                             | 충북 괴산군 청천면 화양리 412                      | 채운암                         | 2000년 5월 4일 지정                                                          |      |
| 31호 |      | 보만정및검담서원묘정비 (保晩亭및黔潭書院廟庭碑)                     | 충북 청원군 부용면 금호리 712-3                    | 은진송씨동춘당문정공파종중     | 2002년 1월 11일 지정, 2012년 7월 1일 해제, 세종시 문화재자료 제10호로 재지정 |      |
| 32호 |      | 영동 모의당 (永同 慕義堂)                                           | 충북 영동군 심천면 기호리 395-1                    | 성산배씨참의공파기호종중       | 2002년 1월 11일 지정                                                         |      |
| 33호 |      | 영동 중화사 대웅전 (永同 重華寺 大雄殿)                             | 충북 영동군 영동읍 화신리32-1                      | 중화사                         | 2002년 1월 11일 지정, 2013년 9월 13일 해제, 화재로 인한 전소                 |      |
| 34호 |      | 영동 박사삼 묘표 (永同 朴事三 墓表)                                 | 충북 영동군 황간면 서송원리 산 4                   | 충주박씨일석공파               | 2002년 1월 11일 지정                                                         |      |
| 35호 |      | 괴산 공림사 승탑 (槐山 空林寺 僧塔)                                 | 충북 괴산군 청천면 사담리 산2-1                    | 공림사                         | 2002년 1월 11일 지정                                                         |      |
| 36호 |      | 증평 율리 석조관음보살입상 (曾坪 栗里 石造觀音菩薩立像)             | 충북 증평군 증평읍 율리 산77                       | 증평군                         | 2002년 3월 15일 지정                                                         |      |
| 37호 |      | 청주 방서동 고가 (淸州 方西洞 古家)                                 | 충북 청주시 상당구 방서동 197-1                    | 한월동                         | 2002년 8월 16일 지정                                                         |      |
| 38호 |      | 청주 관정리 고가 (淸州 官井里 古家)                                 | 충북 청주시 상당구 문의면 대청호반로 721           | 청주시                         | 2003년 4월 11일 지정, 2014년 6월 27일 명칭변경                               |      |
| 39호 |      | 보은 김진묵 송덕비 및 비각 (報恩 金振默 頌德碑 및 碑閣)             | 충북 보은군 보은읍 월송리 480-2                    | 김계련                         | 2003년 4월 11일 지정                                                         |      |
| 40호 |      | 진천 교성리 연화대좌 (鎭川 校成里 蓮花臺座)                         | 충북 진천군 진천읍 문진로 1323                     | 진천군                         | 2003년 8월 14일 지정                                                         |      |
| 41호 |      | 제천 시곡리 석조여래입상 (堤川 柴谷里 石造如來立像)                 | 충북 제천시 송학면 시곡리 300-2                    | 제천시                         | 2004년 3월 12일 지정                                                         |      |
| 42호 |      | 영동 고당리 서당 (永同 高塘里 書堂)                                 | 충북 영동군 심천면 고당리 111                      | 이병호                         | 2004년 7월 30일 지정                                                         |      |
| 43호 |      | 충주 숭선사지 당간지주 (忠州 崇善寺址 幢竿支柱)                     | 충북 충주시 신니면 문숭리 601                      | 충주시                         | 2004년 9월 17일 지정                                                         |      |
| 44호 |      | 보은 최재한 고가 (報恩 崔在翰 古家)                                 | 충북 보은군 삼승면 선곡리 214-1                    | 최재한                         | 2004년 9월 17일 지정                                                         |      |
| 45호 |      | 제천 한산사 석조여래입상 (堤川 寒山寺 石造如來立像)                 | 충북 제천시 남천동 1020                            | 한산사                         | 2004년 10월 22일 지정                                                        |      |
| 46호 |      | 충주 연안이씨 쌍효각 (忠州 延安李氏 雙孝閣)                         | 충북 충주시 동량면 대전리 1697-5                   | 연안이씨종중                   | 2005년 3월 11일 지정                                                         |      |
| 47호 |      | 충주 미륵대원지 석조보살의좌상 (忠州 彌勒大院址 石造菩薩倚坐像)     | 충북 충주시 수안보면 미륵리 55                     | 충주시                         | 2005년 5월 6일 지정                                                          |      |
| 48호 |      | 충주 문주리 석조여래좌상 (忠州 文周里 石造如來坐像)                 | 충북 충주시 이류면 문주리 148                      | 탑동마을주민                   | 2005년 5월 6일 지정                                                          |      |
| 49호 |      | 청주 금성대군 제단 (淸州 錦城大君 祭壇)                             | 충북 청주시 상당구 미원면 대신리 산49              | 이병선                         | 2005년 8월 12일 지정, 2014년 6월 27일 명칭변경                               |      |
| 50호 |      | 충주 신흥사 석조나한상군 (忠州 新興寺 石造羅漢像群)                 | 충북 충주시 엄정면 신만리 산3-6                    | 신흥사                         | 2005년 9월 16일 지정                                                         |      |
| 51호 |      | 옥천 죽향리사지 삼층석탑 (沃川 竹香里寺址 三層石塔)                 | 충북 옥천군 옥천읍 문정리 83                       | 옥천교육청                     | 2002년 10월 21일 지정                                                        |      |
| 52호 |      | 충주 지당리 석조여래입상 (忠州 智堂里 石造如來立像)                 | 충북 충주시 앙성면 지당리 180                      | 앙성 삼당마을회                | 2006년 3월 3일 지정                                                          |      |
| 53호 |      | 충주 강천리 석조여래입상 (忠州 江泉里 石造如來立像)                 | 충북 충주시 앙성면 강천리 산2-1                    | 충주시                         | 2006년 3월 3일 지정                                                          |      |
| 54호 |      | 충주 청룡사지 석종형승탑 (忠州 靑龍寺址 石鍾形僧塔)                 | 충북 충주시 소태면 오량리 산32                     | 충주시                         | 2006년 3월 3일 지정                                                          |      |
| 55호 |      | 옥천 송갑조 유기비 (沃川 宋甲祚 遺基碑)                             | 충북 옥천군                                        | 은진송씨경현공종중             | 2006년 4월 7일 지정                                                          |      |
| 56호 |      | 충주 창룡사 다층청석탑 (忠州 蒼龍寺 多層靑石塔)                     | 충북 충주시 직동 366 창룡사                        | 충주시                         | 2006년 6월 30일 지정                                                         |      |
| 57호 |      | 괴산 평강전씨 효열각 (槐山 平康全氏 孝烈閣)                         | 충북 괴산군 소수면 아성리 588                      | 평강전씨종중                   | 2007년 3월 9일 지정                                                          |      |
| 58호 |      | 청주 백족사 석조여래좌상 (淸州 白足寺 石造如來坐像)                 | 충북 청주시 상당구 가덕면 은행상야로 441-122       | 백족사, 이치상                 | 2007년 8월 3일 지정, 2014년 6월 27일 명칭변경                                |      |
| 59호 |      | 청주 백족사 삼층석탑 (淸州 白足寺 三層石塔)                         | 충북 청주시 상당구 가덕면 은행상야로 441-122       | 백족사, 이치상                 | 2007년 9월 7일 지정, 2014년 6월 27일 명칭변경                                |      |
| 60호 |      | 옥천 백운리 고가 (沃川 白雲里 古家)                                 | 충북 옥천군 청산면 백운길 49(백운리 163-4)         | 밀성박씨종중                   | 2007년 9월 7일 지정                                                          |      |
| 61호 |      | 괴산 취묵당 (槐山 醉墨堂)                                           | 충북 괴산군 괴산읍 능촌리 산4                      | 안동김씨능촌종중               | 2007년 9월 7일 지정                                                          |      |
| 62호 |      | 괴산 김시양 신도비 (槐山 金時讓 神道碑)                             | 충북 괴산군 괴산읍 능촌리 산24                     | 안동김씨능촌종중               | 2008년 1월 4일 지정                                                          |      |
| 63호 |      | 송시열 초상 (宋時烈 肖像)                                           | 충북 옥천군                                        | 용문영당계                     | 2008년 7월 25일 지정                                                         |      |
| 64호 |      | 이상수･박순행･박용호･양주승 초상 (李象秀･朴洵行･朴龍鎬･梁柱承 肖像) | 충북 보은군 회남면 금곡리 산5-1                    | 양승택                         | 2008년 7월 25일 지정                                                         |      |
| 65호 |      | 청주 곽훈 효자비 (淸州 郭壎 孝子碑)                                 | 충북 청주시 청원구 오창읍 오창공원로 311           | 청주시장                       | 2008년 8월 1일 지정, 2014년 6월 27일 명칭변경                                |      |
| 66호 |      | 충주 이시진 효자각 (忠州 李時振 孝子閣)                             | 충북 충주시 동량면 대전리 산17-1                   | 전주이씨임영대군 효자공파 종회 | 2009년 5월 8일 지정                                                          |      |
| 67호 |      | 백자명기 (白磁明器)                                                 | 충북 충주시                                        | 하상종                         | 2009년 9월 11일 지정, 2012년 5월 4일 해제, 도외 지역으로 매도                |      |
| 68호 |      | 청주 수천암 (淸州 水泉庵)                                           | 충북 청주시 흥덕구 옥산면 신촌길 160-22            | 밀양박씨문도공파종친회         | 2009년 10월 23일 지정, 2014년 6월 27일 명칭변경                              |      |
| 69호 |      | 임경업 초상 (林慶業 肖像)                                           | 충북 충주시 단월동 385-1(구 411-5) 충렬사          | 충렬서원                       | 2009년 12월 4일 지정                                                         |      |
| 70호 |      | 보은 법주사 수정암 석조여래좌상 (報恩 法住寺 水晶庵 石造如來坐像)   | 충북 보은군 속리산면 사내리 209번지                | 수정암 주지                    | 2009년 12월 4일 지정                                                         |      |
| 71호 |      | 보은 회인동헌 내아 (報恩 懷仁東軒 內衙)                             | 충북 보은군 회인면 중앙리 88-2번지                 | 이종휘                         | 2010년 3월 12일 지정                                                         |      |
| 72호 |      | 보은 고현재 (報恩 羔峴齋)                                           | 충북 보은군 회남면 남대문리 385-1번지              | 경주김씨 승지공파종중          | 2010년 3월 12일 지정                                                         |      |
| 73호 |      | 괴산 장담 충신각 (槐山 張潭 忠臣閣)                                 | 충북 괴산군 청안면 조천리 산3-1                    | 인동장씨 종중                  | 2010년 3월 12일 지정                                                         |      |
| 74호 |      | 단양 방곡사 목조칠성여래설법상 (丹陽 傍谷寺 木造七星如來說法像)     | 충북 단양군 대강면 방곡리 131                      | 방곡사                         | 2010년 4월 30일 지정                                                         |      |
| 75호 |      | 옥천 영모재 (沃川 永募齋)                                           | 충북 옥천군 안남면 도농1길 71(도농리 931)          | 백천조씨문열공종회             | 2010년 6월 11일 지정                                                         |      |
| 76호 |      | 충주 수회록 (忠州 壽會錄)                                           | 충북 충주시                                        | 심종섭                         | 2010년 7월 23일 지정                                                         |      |
| 77호 |      | 보은 최동근 고가 (報恩 崔東根 古家)                                 | 충북 보은군 삼승면 선곡리 313-1번지 외             | 최훈ㆍ최주하                   | 2010년 9월 3일 지정                                                          |      |
| 78호 |      | 충주 고불선원 소조여래좌상 (忠州 古佛禪院 塑造如來坐像)             | 충북 충주시                                        | 한순옥                         | 2010년 11월 5일 지정                                                         |      |
| 79호 |      | 보은 법주사 상고암 마애불상군 (報恩 法住寺 上庫庵 磨崖佛像群)       | 충북 보은군 속리산면 사내리 산1-18번지             | 법주사                         | 2010년 11월 5일 지정                                                         |      |
| 80호 |      | 보은 김정 유허비 (報恩 金淨 遺墟碑)                                 | 충북 보은군 보은읍 성족리 179번지                  | 경주김씨 이조판서공파 종중     | 2010년 12월 10일 지정                                                        |      |
| 81호 |      | 보은 윤여익 충신각 (報恩 尹汝翼 忠臣閣)                             | 충북 보은군 마로면 한중리 402-3번지                | 파평윤씨 금좌공파 종중         | 2010년 12월 10일 지정                                                        |      |
| 82호 |      | 청주 백석정 (淸州 白石亭)                                           | 충북 청주시 상당구 낭성면 관정리 산34-1            | 고령신씨백석정공파 종중        | 2010년 12월 10일 지정, 2014년 6월 27일 명칭변경                              |      |
| 83호 |      | 진천 강세황 묘소 (鎭川 姜世晃 墓所)                                 | 충북 진천군 문백면 도하리 510-10                   | 강중차(姜重次)                 | 2011년 3월 4일 지정                                                          |      |
| 84호 |      | 충주 석보군 묘소 (忠州 石保君 墓所)                                 | 충북 충주시 소태면 양촌리 산46                     | 전주이씨 석보군파 종중         | 2011년 3월 4일 지정                                                          |      |
| 85호 |      | 보은 영모재 (報恩 永慕齋)                                           | 충북 보은군 장안면 불목길 49-6                     | 유병국                         | 2011년 7월 29일 지정                                                         |      |
| 86호 |      | 옥천 예곡정사 (沃川 藝谷精舍)                                       | 충북 옥천군 청산면 예곡2길 13-26(예곡리 110)       | 광산김씨 종중                  | 2011년 11월 4일 지정                                                         |      |
| 87호 |      | 최영 초상 (崔瑩 肖像)                                               | 충북 청주시 청원구 외평로 19번길 25호              | 철원최씨 종중                  | 2012년 4월 6일 지정                                                          |      |
| 88호 |      | 충주 봉불사 석조약사여래입상 (忠州 奉佛寺 石造藥師如來立像)         | 충북 충주시 수안보면 온천리 853-1                  | 봉불사                         | 2012년 10월 12일 지정                                                        |      |
| 89호 |      | 옥천 대성사 석조여래입상 (沃川 大成寺 石造如來立像)                 | 충북 옥천군 청성면 도장리 산42-9                   | 대성사                         | 2016년 3월 4일 지정                                                          |      |
| 90호 |      | 보은 경주이씨 효열각 (報恩 慶州李氏 孝烈閣)                         | 충북 보은군 탄부면 하장리 81-3                     | 경주이씨 익재공파 종친회       | 2016년 4월 8일 지정                                                          |      |
| 91호 |      | 대혜보각선사서 (大慧普覺禪師書)                                     | 충북 청주시 상당구 쇠내로                          | 이교만                         | 2017년 6월 30일 지정                                                         |      |
| 92호 |      | 묘법연화경 권1 (妙法蓮華經 卷一)                                    | 충북 청주시 상당구 쇠내로                          | 이교만                         | 2017년 11월 3일 지정                                                         |      |
| 93호 |      | 단양 원주이씨 효열각 (丹陽 原州李氏 孝烈閣)                         | 충북 단양군 매포읍 평동리 873-8                    | 원주이씨 단양공파 종중         | 2018년 11월 30일 지정                                                        |      |
| 94호 |      | 영동 덕후재 일원 (永同 德厚齋 一圓)                                 | 충북 영동군 양산면 봉곡리 231                      | 함양여씨 울산공파 종중         | 2018년 11월 30일 지정                                                        |      |
| 95호 |      | 보은 계당과 계정 (報恩 溪堂과 溪庭)                                 | 충북 보은군 삼승면 선곡리 572                      | 화순최씨 계당공파 종중         | 2019년 2월 1일 지정                                                          |      |